# Kais Ben Salah
Kais Ben Salah – tunezyjski zapaśnik walczący w obu stylach. Brązowy medalista igrzysk afrykańskich w 1987. Zdobył trzy medale na mistrzostwach Afryki w latach 1985 - 1988. Zajął czwarte i piąte miejsce na igrzyskach panarabskich w 1985 roku.